# Markgrafenkrone
Die Markgrafenkrone oder Marquiskrone hat nur in der Heraldik Bedeutung.
Ein Stirnreif mit drei Blatt- und zwei Perlzinken, auf denen je drei Perlen sitzen.
Sie ist somit nur Rang- und Würdezeichen über den Wappen.
In Dänemark, Italien, Frankreich und Spanien wurde sie auf Wappen verwendet.
- In Frankreich hat die alte Marquiskrone nur drei einfache Perlzinken zwischen den Blattzinken.

- In Belgien und Niederlande waren fünf Blattzinken im Gebrauch.
- In Deutschland, Österreich, Schweden und Norwegen ist sie als alte Grafenkrone geführt worden.
- Die englische/britische Marquesskrone hatte eine Purpurmütze und der Reif war mit drei Blatt- und zwei Perlzinken besetzt.[1]